# Sebastián Ortega
Sebastián Ortega (* 13. Juni 1987) ist ein mexikanischer Eishockeyspieler, der seit 2013 erneut bei San Jeronimo in Mexiko unter Vertrag steht.

## Karriere
Adrián Cervantes begann seine Karriere als Eishockeyspieler bei San Jeronimo. Als 2010 die semi-professionelle Liga Mexicana Élite gegründet wurde, wechselte er zu den Zapotec Totems, einem der vier Gründungsclubs der Liga. 2013 kehrte er zu San Jeronimo zurück.

### International
Im Juniorenbereich stand Ortega für die mexikanische U18-Auswahl bei der Weltmeisterschaft 2003 in der Division III und bei der Weltmeisterschaft 2005 in der Division II sowie mit der U20-Auswahl bei den Weltmeisterschaften der Division III 2004 und 2005 und der Division II 2006 und 2007 auf dem Eis.
Mit der Herren-Nationalmannschaft nahm Ortega an den Weltmeisterschaften der Division II 2006, 2007, 2009, 2010, 2011 und 2014 sowie der Division III 2005 teil. 2008, 2009 und 2014 wurde er jeweils zum besten Spieler seiner Mannschaft gewählt. Außerdem vertrat er seine Farben bei den Qualifikationsturnieren für die Olympischen Winterspiele 2010 in Vancouver, 2014 in Sotschi und 2018 in Pyeongchang.

## Erfolge und Auszeichnungen
- 2005 Aufstieg in die Division II bei der U20-Weltmeisterschaft der Division III
- 2005 Aufstieg in die Division II bei der Weltmeisterschaft der Division III